# 沃利·沃尔夫
沃利·沃尔夫（英語：Wally Wolf，1930年10月2日—1997年3月12日），美国男子游泳、水球运动员。他曾代表美国参加1948年、1952年、1956年和1960年夏季奥林匹克运动会，获得一枚金牌。